# Pectinaria australis
Pectinaria australis är en ringmaskart som först beskrevs av Ehlers 1905.  Pectinaria australis ingår i släktet Pectinaria och familjen Pectinariidae.
Artens utbredningsområde är havet kring Nya Zeeland. Inga underarter finns listade i Catalogue of Life.